# La voix du Bon Dieu
La Voix du Bon Dieu é o álbum de estreia da cantora canadense Céline Dion, que foi lançado em 9 de Novembro de 1981, através da editora discográfica Super Étoiles e pela Saisons.Dion tinha apenas 13 anos quando lançou esse álbum.

## Informações do álbum
O álbum contém os três primeiros singles de Dion: "Ce n'était qu'un rêve" (que foi co-escrito por ela mesma), "La voix du bon Dieu" e "L'amour viendra" (uma adaptação francesa da música "Dolce Fiore" de Dario Baldan Bembo), bem como dois covers: "T'ire l'aiguille" e "Les roses blanches".
Para colaborar no primeiro projeto de Céline Dion, Eddy Marnay foi contratado para fazer suas próximas primeiras gravações francesas, ele já havia trabalhado com Barbra Streisand, Édith Piaf, Nana Mouskouri, Claude François, entre outros.
René Angélil - o executivo de Dion (com quem foi casada entre 1994 até 2016 - data da morte do empresário) - hipotecou sua casa para começar sua própria gravadora, apenas para produzir os primeiros álbuns de Dion. Ele decidiu lançar dois álbuns ao mesmo tempo: La Voix du Bon Dieu e Céline Dion chante Noël (com canções natalinas). Os álbuns haviam vendido mais de 30.000 cópias em 1981, e no ano seguinte venderam cerca de 125 mil cópias. O álbum produziu dois singles top 20 singles em Quebec, "Ce n'était qu'un rêve" e "La Voix du Bon Dieu", que chegaram ao número 14 e 11 nas paradas, respectivamente.
"Ce n'était qu'un rêve" também foi lançado na França no ano seguinte como o primeiro single de Dion naquele país, mas o planejamento de lançar o álbum no país foi cancelado.
Em 2005, Céline Dion incluiu "Ce n'était qu'un rêve" e "La voix du Bon Dieu" no seu álbum de grandes êxitos On ne Change Pas.

## Faixas
1. "La voix du bon Dieu" (Eddy Marnay, Suzanne-Mia Dumont) – 3:22
2. "Au secours" (Robert Leroux, Pierre Létourneau) – 3:31
3. "L'amour viendra" (Marnay, Amerigo Cassella, Dario Baldan Bembo) – 4:20
4. "Autour de moi" (Thérèse Dion, Pierre A. Tremblay) – 3:00
5. "Grand maman" (T. Dion, Céline Dion, Jacques Dion) – 3:42
6. "Ce n'était qu'un rêve" (T. Dion, C. Dion, J.Dion) – 3:52
7. "Seul un oiseau blanc" (Marnay, Daniel Hétu) – 4:17
8. "T'ire l'aiguille" (Marnay, Emilie Stern, Eddie Barclay) – 2:24
9. "Les roses blanches" (Charles Louis Pothier, Léon Rathier) – 5:56

## Paradas musicais

### Certificações
| País/Associação       | Posição | Certificação | Vendas  |
| --------------------- | ------- | ------------ | ------- |
| Canadian Albums Chart | —       | Ouro         | 50.000+ |

## Histórico de lançamento
| País   | Data                  | Formato(s)                   | Editora discográfica |
| ------ | --------------------- | ---------------------------- | -------------------- |
| Canadá | 9 de Novembro de 1981 | Disco de vinil, fita cassete | Super Étoiles        |
| Canadá | 1983                  | Disco de vinil, fita cassete | Saisons              |